# Agalenatea redii
Agalenatea redii es una especie de arañas araneomorfas de la familia Araneidae.

## Localización
Se encuentran distribuidas en la zona Paleártico. Abundante en la península ibérica.